# 阿里巴巴 (撞击坑)

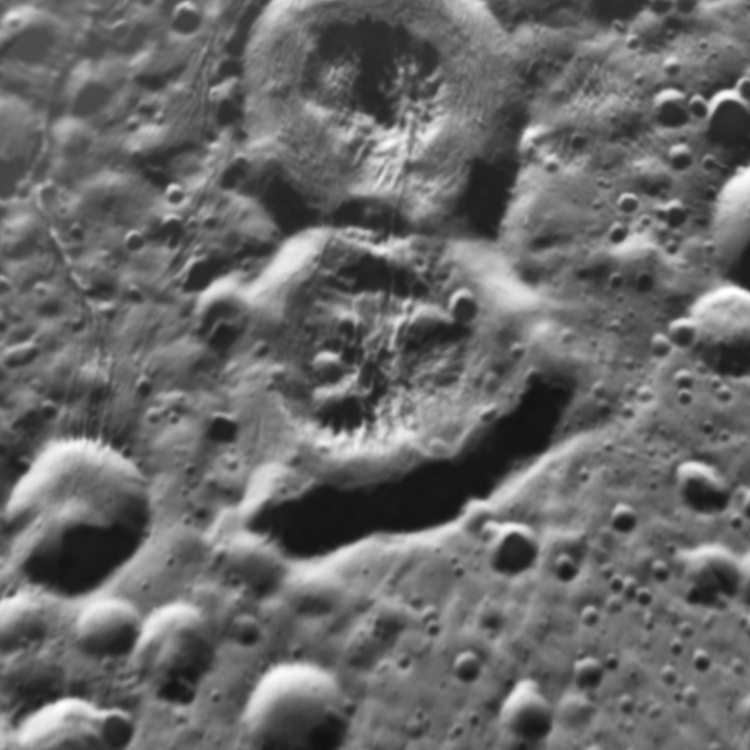

阿里巴巴撞击坑是土星衛星土卫二北半球的一座大型陨坑。阿里巴巴撞击坑在旅行者2号图像中首次被发现，它位于北纬55.1°，西经22.3°，纵横39.2公里。 它位于阿拉丁和萨马德撞击坑附近, 阿里巴巴内部有一座大穹丘，丘顶甚至高过撞击坑的坑沿。
该撞击坑以阿里巴巴（Ali Baba）命名，这是阿拉伯故事《阿里巴巴和四十大盜》中的英雄，出现在《一千零一夜》之中。
土卫二最大的撞击坑包括：
| 撞击坑         | 直径(公里) | 坐标              |
| -------------- | ---------- | ----------------- |
| 阿里巴巴撞击坑 | 39.2       | 55.11°N、22.34°W  |
| 阿拉丁撞击坑   | 37.4       | 60.69°N、26.66°W  |
| 多亚德撞击坑   | 30.9       | 41.9°N、200.6°W   |
| 辛巴达撞击坑   | 29.1       | 67°N、212.07°W    |
| 加里卜撞击坑   | 26         | 81.12°N、241.15°W |